# Plinio el Viejo
Gayo o Cayo Plinio Segundo (Comum, c. 23-Estabia, 25 de agosto de 79) fue un escritor y militar romano del siglo I, conocido por el nombre de Plinio el Viejo para diferenciarlo de su sobrino e hijo adoptivo Plinio el Joven. Perteneció al orden ecuestre y ejerció cargos administrativos y financieros en la Galia y en Hispania. Hizo estudios e investigaciones en fenómenos naturales, etnográficos y geográficos recopilados en su obra Historia natural, siendo modelo enciclopédico de muchos conocimientos hasta mediados del siglo XVII cuando sus estudios fueron sustituidos por investigaciones basadas en el método científico y el empirismo moderno. Su obra fue usada por muchos exploradores occidentales de los siglos XVI y siglo XVII.
Su sobrino, Plinio el Joven, escribió sobre él en una carta al historiador Tácito:

Por mi parte, considero bienaventurados a aquellos a quienes, por el favor de los dioses, se les ha concedido hacer lo que vale la pena escribir o escribir lo que vale la pena leer. En este último número estará mi tío, en virtud de sus propias composiciones y de las vuestras.

 Entre las obras más importantes de Plinio figura la obra en veinte volúmenes Bella Germaniae («Historia de las guerras germánicas»), que no ha sobrevivido. Bella Germaniae, que comenzaba donde terminaba Libri Belli Germanici («La guerra con los germanos») de Aufidio Baso, fue utilizada como fuente por otros destacados historiadores romanos, como Plutarco, Tácito o Suetonio. Es posible que Tácito utilizara Bella Germaniae como fuente primaria para su obra De origine et situ Germanorum («Sobre el origen y la situación de los germanos»).
Plinio el Viejo murió en el año 79 d. C. en Estabia por la inhalación de gases tóxicos, mientras intentaba rescatar a un amigo y a su familia de la erupción del Vesubio.

## Biografía
Plinio Segundo fue miembro de la clase social de los caballeros romanos (eques), ya que su padre, Cayo Plinio Celer, pertenecía al orden ecuestre, y su madre era hija de un senador. Su padre lo envió a Roma y fue educado por el poeta y general Publio Pomponio Segundo. Dos siglos después de la muerte de los Gracos, tuvo acceso a algunos de sus manuscritos autógrafos conservados en la biblioteca de su preceptor, de quien redactó más tarde una biografía. Plinio nombra en su Naturalis Historia a los gramáticos y retóricos Remio Palemón y Aurelio Fusco, de los que fue alumno. En Roma, Plinio estudió botánica en el jardín de Antonio Castor y conoció los antiguos árboles-lotos plantados en los terrenos que habían pertenecido en su día a Craso. Bajo la influencia de Séneca, llegó a ser un estudiante de la filosofía y la retórica y ejerció la profesión de abogado y escritor.
Tras estudiar en Roma, a los veintitrés años inició su carrera militar en Germania a las órdenes de Corbulón, con una duración de doce años. En el año 47 tomó parte en la construcción de un canal entre el Rin y el Mosa, la fossa Corbulonis. Llegó a ser comandante de caballería, praefectus alae, antes de regresar a Roma, en el año 57, donde se dedicó al estudio de la literatura. A partir del año 69 desempeñó varios cargos oficiales al servicio del emperador Vespasiano. Fue autor de algunos tratados de caballería, redactó un ensayo sobre las técnicas de combate a caballo (De iaculatione equestri), una historia de Roma y varias crónicas históricas, hoy perdidos. Fue procurador romano en Galia e Hispania alrededor del año 73.
En Galia y en Hispania, aprendió el significado de algunas palabras célticas. Observó los lugares relacionados con la invasión romana en Germania; las causas de las victorias de Druso y soñó que el vencedor le conminaba a transmitir sus hazañas a la posteridad, según cuenta su sobrino Plinio el Joven, en su obra Cartas, en la intitulada Gayo Plinio a Bebio Macro Añade que el sueño le incitó a su tío a relatar la historia de todas las guerras entre romanos y germanos en De las guerras de Germania, en veinte libros; obra también mencionada por Tácito y por Suetonio.
Durante el mandato de Nerón vivió principalmente en Roma, donde asistió a la construcción de la Domus Aurea del emperador después del gran incendio del año 64. Dedicó tiempo a temas como la gramática y la retórica. Studiosus, es un trabajo detallado sobre la retórica que fue seguido por los ocho libros de De dubii sermonis en 67.
Bajo el principado de su amigo Vespasiano, se reincorporó al servicio del estado como procurador en la Galia Narbonense en 70 y en la Hispania Tarraconense en 73. Visitó también la Galia Bélgica en 74. Durante su estancia en Hispania, se familiarizó con la agricultura y las minas del país. Luego visitó la provincia de África. A su regreso a Italia, aceptó un cargo de Vespasiano, quien le consultaba antes de dedicarse a sus ocupaciones oficiales. Al final de su mandato, se dedicó esencialmente a sus estudios. Escribió una Historia de nuestra época que continuaba la obra de Aufidio Baso, pero que no quiso que se publicara hasta después de su muerte para que no le acusaran de adulador. Esta obra es citada por Tácito y tuvo influencia sobre Suetonio y Plutarco.
Casi llegó a terminar su gran obra Historia natural, una enciclopedia en la que Plinio reúne una gran parte del saber de su época desde el punto de vista del Imperio romano. Este trabajo había sido planificado bajo la dirección de Nerón. Las informaciones que recoge llegan a ocupar alrededor de ciento sesenta volúmenes. Larcio Licinio, el legado pretor de la Hispania Tarraconense, intentó en vano comprarlos por el equivalente a más de cuatrocientos mil sestercios.[cita requerida] Dedicó esta obra al emperador Tito en el año 77.
Poco después Vespasiano le nombró prefecto de la flota romana en Misenum. El 24 de agosto de 79, cuando se produce la erupción del Vesubio que sepultó las ciudades de Pompeya y Herculano, se encontraba en Miseno. Queriendo observar el fenómeno más de cerca y deseando socorrer a algunos de sus amigos que se encontraban en dificultades sobre las playas de la bahía de Nápoles, se dice que atravesó con sus galeras la bahía llegando hasta Estabia (actual Castellammare di Stabia), donde murió, posiblemente asfixiado por los gases volcánicos del flujo piroclástico, a la edad de cincuenta y seis años.
La erupción fue descrita por su sobrino Plinio el Joven, de ahí que en vulcanología se haya denominado «erupción pliniana» a la erupción violenta de un volcán liberando gases en una columna eruptiva que puede alcanzar decenas de kilómetros. El relato de sus últimas horas es contado en una carta que su sobrino y heredero, Plinio el Joven, dirige, 27 años después de los hechos, a Tácito También envió, a otro corresponsal, un informe sobre los escritos y el modo de vida de su tío:

Comenzaba a trabajar al salir el día.... No leía nada sin hacer un resumen porque decía que no había libro, por malo que fuese, que no contuviera algún valor. Estando en casa, sólo excluía la hora del baño para estudiar. Cuando viajaba, y había sido descargado de otras obligaciones, se consagraba únicamente al estudio. En una palabra, consideraba como perdido el tiempo que no podía dedicar al estudio.
Plinio el Joven

La única obra suya que se ha conservado es su Naturalis Historia, que fue utilizada como referente durante siglos.

## Su filosofía

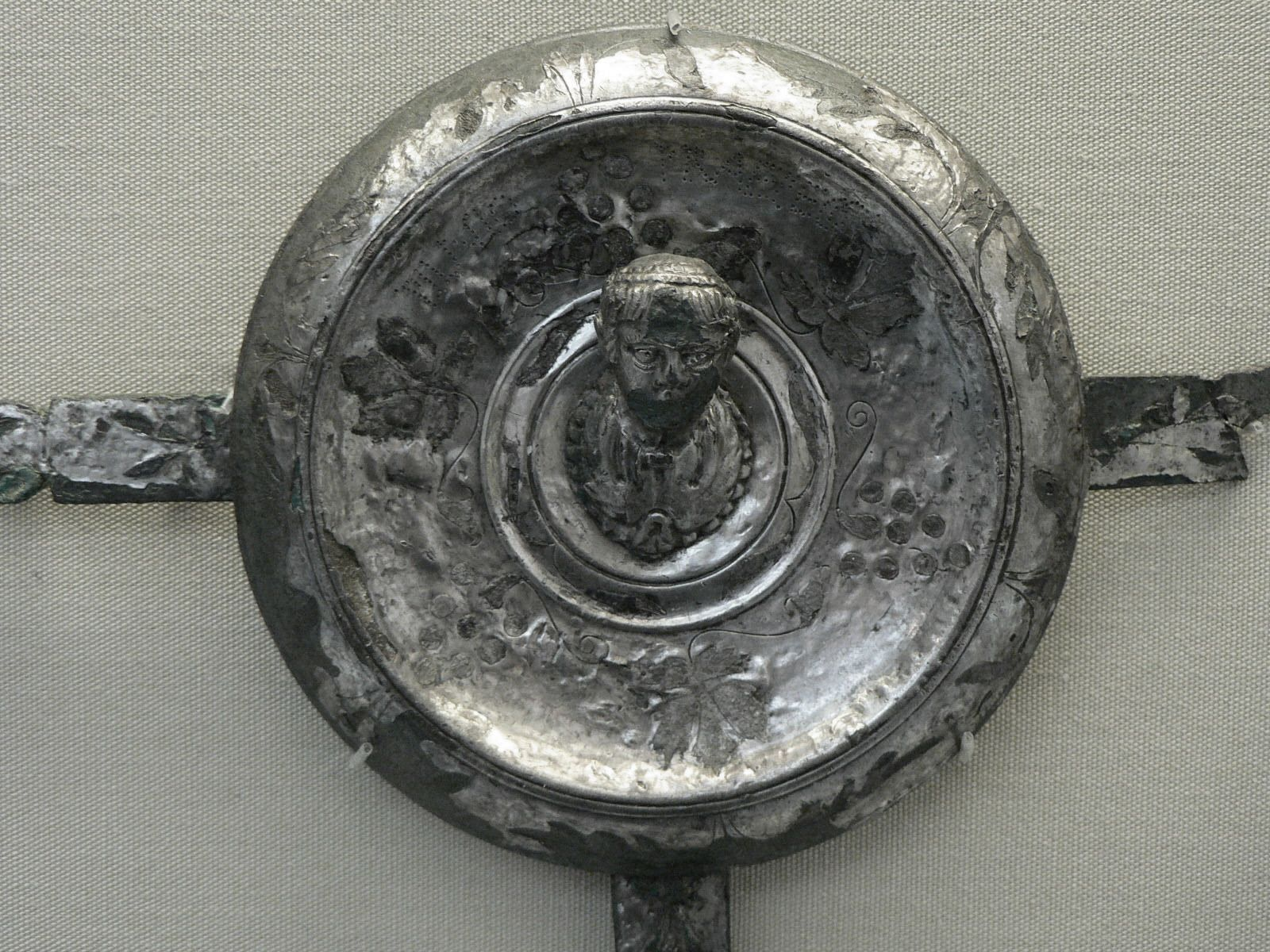
Una de las phalerae de caballo de Xanten custodiadas en el Museo Británico, midiendo 10,5 cm (centímetros). Tiene una inscripción formada por punciones: PLINIO PRAEF EQ; i.e., Plinio praefecto equitum, "Plinio prefecto de caballería". Se cree que fue usada por miembros de la unidad de Plinio. La figura es el busto del emperador.

Como muchos de los hombres cultos de principios del Imperio romano, Plinio es adepto del estoicismo. Está ligado a su representante, Publio Clodio Thrasea Peto, y tiene también la influencia de Séneca.
Fue también influenciado por el epicureísmo, el academicismo y la renaciente escuela pitagórica. Pero su visión de la naturaleza y de los dioses es esencialmente estoica. Según él, es la debilidad de la humanidad la que encierra la deidad bajo formas humanas mancilladas de faltas y de vicios (ii. 148). La divinidad es real; es el alma del mundo eterno, dispensando sus beneficios tanto sobre la tierra como sobre el sol y las estrellas (ii. 12 seq., 154 seq.). La existencia de la divina Providencia es incierta (ii. 19), pero la creencia en su existencia y en el castigo de los pecados es saludable (ii. 26); y la recompensa de la virtud consiste en la elevación a la divinidad de los que se asemejarían a un dios haciendo el bien por la humanidad (ii. 18, Deus est mortali juvare mortalem, et haec ad aeternam gloriam via). "Es malo indagar sobre el futuro y violentar la naturaleza recurriendo a las artes mágicas (ii. 114, xxx. 3); pero la importancia de los prodigios y los presagios no debe ser rechazada (ii. 92, 199, 232)".
La visión que Plinio tiene de la vida es sombría: ve a la raza humana hundida en la ruina y la miseria (ii. 24, vii. 130). Se entrega a declamaciones contra el lujo y la corrupción moral, y su retórica florece prácticamente contra los inventos útiles (como el arte de la navegación) a la espera del buen sentido y del buen gusto (xix. 6). Combina la admiración de las virtudes que han integrado la República y su grandeza (xvi. 14, xxvii. 3, xxxvii. 201). No elude los hechos históricos desfavorables a Roma (xxxiv. 139), e incluso cuando alaba a los miembros eminentes de las familias romanas distinguidas, es libre de la parcialidad de Tito Livio por la aristocracia. Las clases agrícolas y los viejos señores del orden ecuestre (Cincinato, Manio Curio Dentato, Serrano y Catón el Viejo) son para él los pilares del Estado; y se lamenta amargamente del declive de la agricultura en Italia (xviii. 21 et 35, latifundia perdidere Italiam). Incluso para la Historia de los comienzos de Roma, prefiere seguir a los autores anteriores a Augusto; sin embargo, ve al poder imperial como indispensable para el gobierno del imperio y saluda el salutaris exortus de Vespasiano (xxxiii. 51). En literatura atribuye el lugar más alto a Homero y Cicerón (xvii. 37 seq.) y coloca en segundo lugar a Virgilio.
Sus indices auctorum suelen ser las autoridades que el mismo ha consultado, a veces estos nombres representan los autores principales sobre el tema, que no son conocidos sino en forma subsidiaria. Su estilo es contrario a la influencia de Séneca. Apunta menos a la claridad que al epigrama. Está lleno de antítesis, preguntas, exclamaciones, tropos, metáforas y otros manierismos de la época julio-claudia. La forma rítmica y artística de la frase es cambiada por el énfasis que espera hablar del sujeto al final del periodo. La estructura de la frase es también a menudo errática e inconexa. Se nota también una utilización excesiva del ablativo absoluto, y frases en ablativo son con frecuencia puestas en aplicativo para expresar la opinión del autor sobre un enunciado que precede inmediatamente.
Hacia la mitad del siglo III, Solino realizó un resumen de las partes geográficas de la obra de Plinio y al inicio del siglo IV los Medicina Plinii reunieron sus pasajes sobre medicina. A comienzos del siglo VIII, Beda el Venerable poseía un manuscrito de toda la obra. En el siglo IX, Alcuino envió a Carlomagno un ejemplar de los primeros libros (Epp. 103, Jaffé); y Dicuil reunió extractos de las páginas de Plinio para su Mensura orbis terrae (c. 825).
Los trabajos de Plinio eran muy valiosos en la Edad Media. El número de manuscritos que quedan es alrededor de 200, destacándose el de la Biblioteca Estatal de Bamberg, que solo contiene los libros XXXII a XXXVII. Robert de Cricklade, superior de Saint Frideswide en Oxford, dirigió al rey Enrique II un Defloratio que contenía nueve volúmenes de selecciones tomadas de uno de los manuscritos de esta clase. Entre los manuscritos más antiguos, el Codex vesontinus, que se encontraba en otro tiempo en Besançon (siglo XI), fue separado en tres partes, apareciendo una en Roma, otra en París, y la última en Leiden (donde existe también una transcripción del manuscrito total). Plinio se interesó especialmente en la fabricación de papiros (xiii. 68-38) y en las diferentes clases de tintas de púrpura (ix. 130). La descripción del canto del ruiseñor es un ejemplo del carácter de su prosa (x. 81 seq.).
Se pueden ver estatuas de los dos Plinios en postura sedente, revestidos del hábito de los eruditos de los años 1500, en la entrada principal de la catedral de Como. Las anécdotas de Plinio el Viejo sobre los artistas griegos inspiraron a Lazaro Vasari los temas de los frescos que aún decoran las paredes de su antigua casa en Arezzo.

## Historia Natural
Lamentablemente, de su abundante obra solo se ha conservado la Historia Natural en 37 libros, fruto de la información recogida de más de 2000 libros. En ella recopila los principales conocimientos científicos de la antigüedad que abarcan la botánica, la zoología, la mineralogía, la medicina, la geografía, la cosmología, la metalurgia y la etnografía, entremezclando hechos verídicos con leyendas y rumores.

Historia Natural de Plinio el viejo
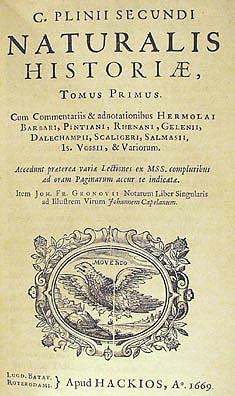
Portada de Naturalis historia Primer Tomo
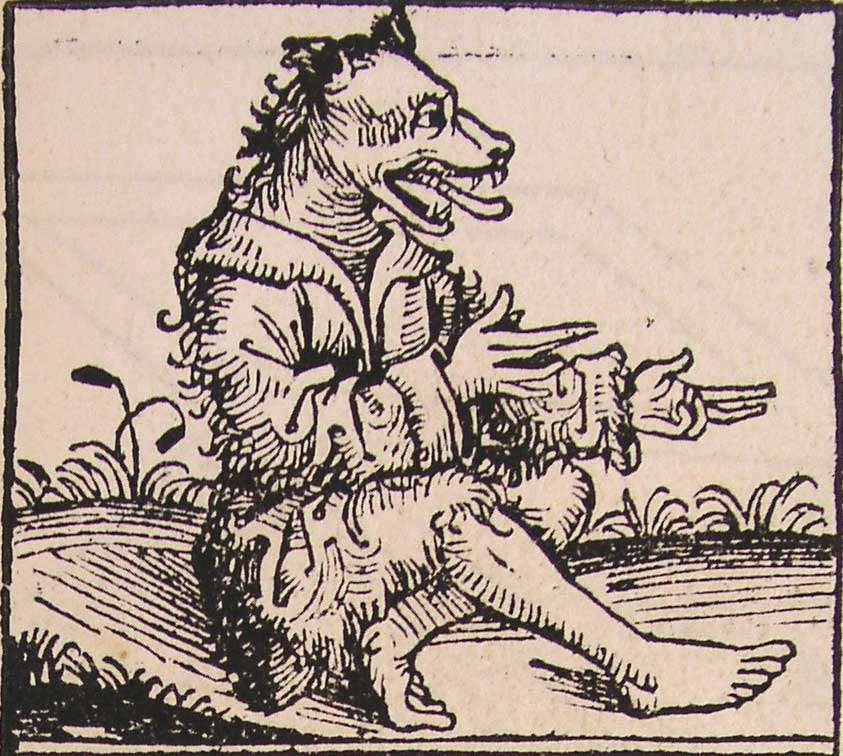
Los cynamolgi, que tienen cabeza de perro, Crónicas de Núremberg
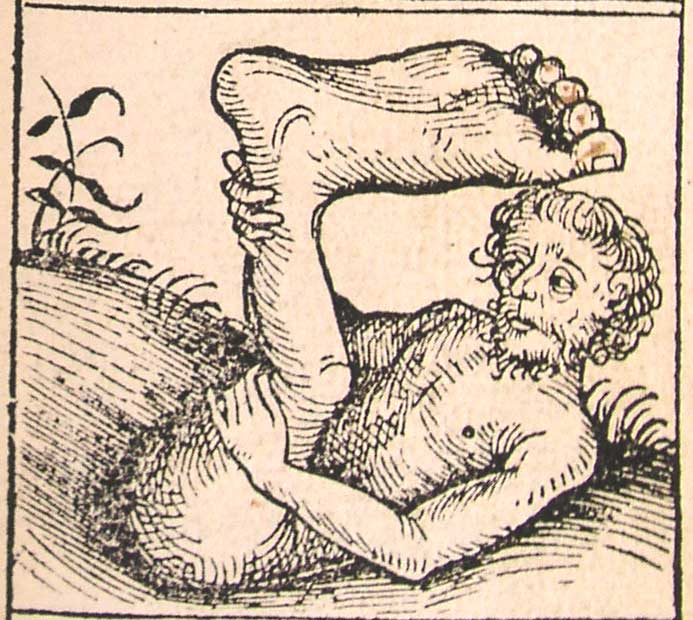
El esciápodo, pie de paraguas, Crónicas de Núremberg (XIIr)
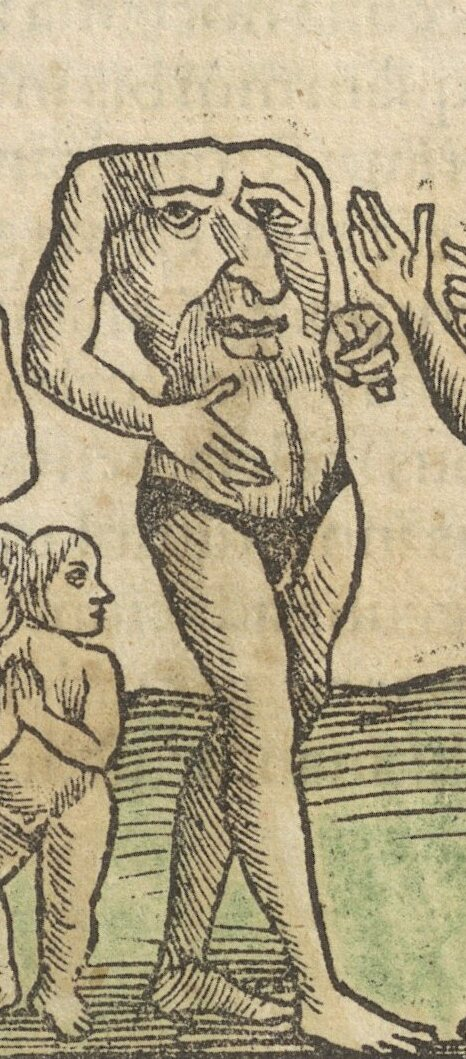
Blemios o antropófagos, Cosmographia, Sebastian Münster, 1550.

La Historia Natural está presentada en un formato enciclopédico, aunque, no obstante, no es similar al formato moderno de enciclopedia. El libro contiene artículos dedicados a la historia natural del camaleón, los usos médicos de la col, y los efectos de la sangre de cabra en el diamante, entre otros. Plinio usa la clasificación de la naturaleza de Aristóteles (animal, vegetal, mineral) para recrear un mundo natural en una forma literaria. En vez de representar de forma separada los temas en orden alfabético, Plinio ordena la naturaleza como un grupo coherente, en forma de guía.

### La ornitología
El libro X está dedicado a las aves y se inicia con el estudio sobre el avestruz. Plinio lo considera como el punto de paso de las aves a los mamíferos. Aborda el estudio de numerosas especies, particularmente sobre las águilas y otras rapaces. Toma prestados numerosos pasajes de Aristóteles, aunque su obra es inferior y los relatos más fabulosos cohabitan con los de hechos más realistas.

## Influencia posterior
Su obra fue la base de muchos exploradores occidentales como Odorico de Pordenone, Marco Polo, Antonio Pigafetta, Cristóbal Colón y Fernando de Magallanes, así como del conquistador español Hernán Cortés, quienes hacían coincidir las descripciones geográficas y etnológicas de Plinio con sus propios descubrimientos, incluyendo seres y regiones fantásticas de la mitología grecolatina.
Su obra fue la base de muchas otras enciclopedias durante el Renacimiento, principalmente por la recuperación de los conocimientos de las culturas romana y griega en este periodo. En Alemania la obra de Hartmann Schedel con su obra titulada "Las Crónicas de Núremberg" en 1493 fue un documento que se basó en la Naturalis Historia y base de los conocimientos científicos en la región hasta finales del siglo XVIII.
Sin embargo, Nicolas Léonicène en 1509 con su obra De Erroribus Plinii ("Sobre los errores de Plinio") critica por primera vez a Plinio por no tener un verdadero método científico a diferencia de Teofrasto o Dioscórides, y por no tener suficiente conocimiento en la filosofía y la medicina. Sir Thomas Browne expresó su escepticismo en 1646 acerca de la confiabilidad de la obra de Plinio con su obra Pseudodoxia Epidemica.
Georges-Louis Leclerc de Buffon fue apodado El Plinio de Montbard, en honor a este naturalista romano.

## Eponimia
- El cráter lunar Plinius lleva este nombre en su memoria.[38]
- El asteroide (3226) Plinius también conmemora su nombre.[39]